# 王文錦 (历史学家)
王文锦（1927年—2002年），汉族，祖籍天津，中华人民共和国历史学家。

## 生平
就读于北平中国大学文学系。毕业后，又到河北正定华北大学培训。之后负责点校本“二十四史”中《齐书》、《北周书》的责任编辑，并曾为《后汉书》、《晋书》、《南齐书》、《隋书》等各史礼志、舆服志部分提出补充校勘记。1980年代初，调到中华书局工作后，主持点校整理《通典》，并以责任编辑身份编发了《唐律疏议》、《廿二史札记校证》、《思益堂日札》、《野客丛书》、《庄子义疏》、《抱经堂文集》等大量古籍整理稿件。1989年底离休。2002年去世。